# Mas del Pere Domènech
El Mas del Pere Domènech és un edifici del municipi de Reus (Baix Camp) inclòs en l'Inventari del Patrimoni Arquitectònic de Catalunya. És a les Quarterades, a tocar de Bellisens, entre la carretera de Salou i el camí de Bellissens. També se'n diu Mas del Xupena. L'accés principal és per la carretera de Salou, i té un segon accés pel camí de Vila-seca.

## Descripció
El mas és una construcció aïllada de planta quadrada i volum senzill, amb dues plantes d'alçada i coberta amb terrat i badalot. A la dreta té afegida una construcció de dues plantes. A l'esquerra una ampliació i uns coberts malmesos. Tot el conjunt és de creixement lineal. Les obertures no presenten composició simètrica, ni igualtat de forma ni de mida en cap de les façanes. Hi ha restes d'esgrafiats (abans era una llaçada feta amb fulles). La façana principal, del mas, té una porxada integrada en el quadrat de la planta, i la primera planta té dos balcons de baranes ornamentades. La barana d'obra remata la façana per sobre del ràfec. A la part alta de la façana hi ha un medalló amb un bust masculí a la zona davantera i femení a la posterior. Aquesta ornamentació és de pedra artificial.

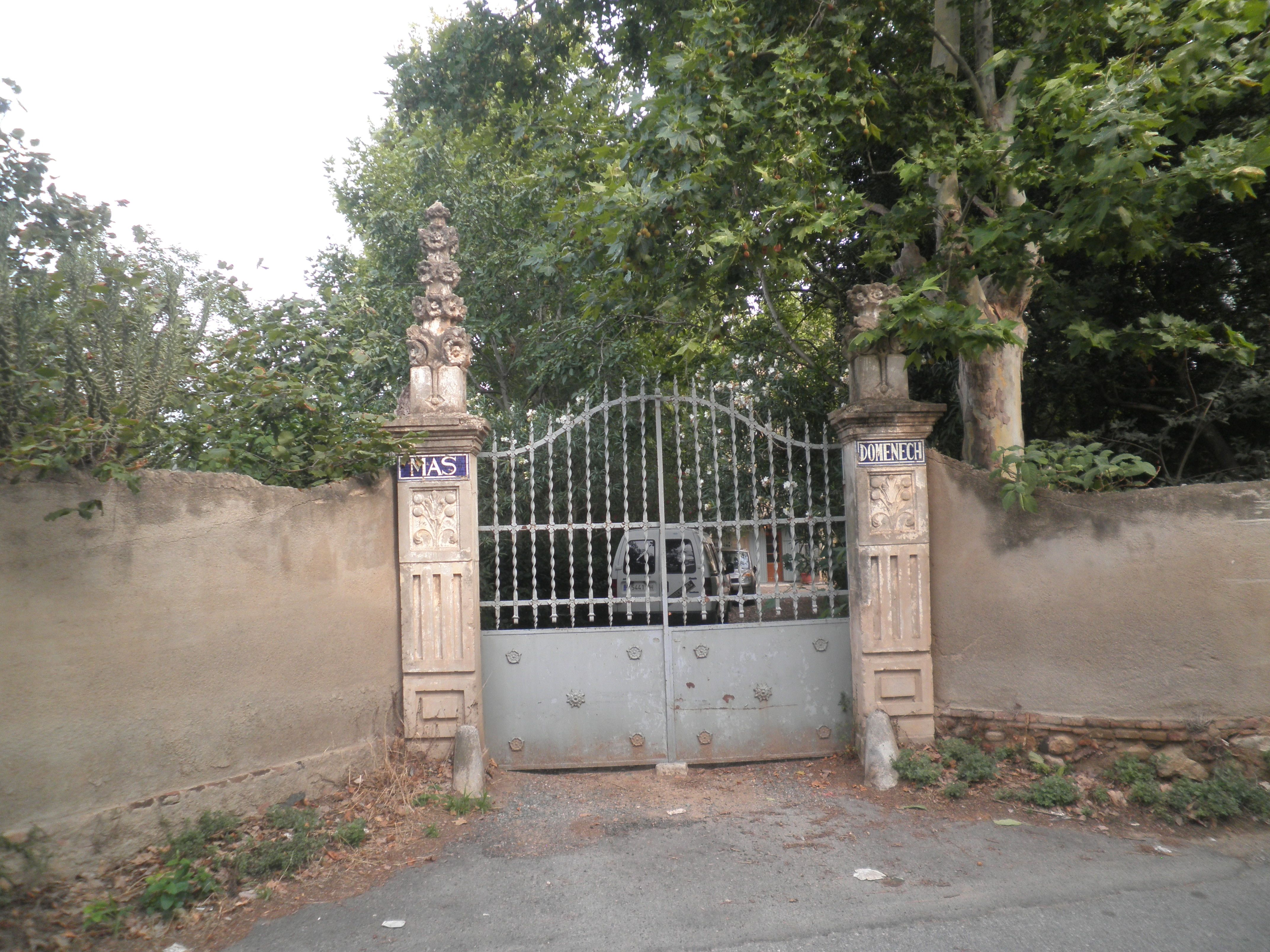
Portalada del Mas

A la dreta de l'edifici, hi ha un cos de planta baixa amb un pis que presenta una galeria d'arcs lobulats. A l'edifici se li han fet moltes reformes, canviant gairebé tota la construcció inicial. Davant del mas hi ha una placeta amb una massa d'arbres que la protegeix. És interessant la tanca, de ferro forjat, a l'entrada del jardí, entre pilastres (de pedra artificial) ornades amb motius florals.
Té una porció de terra en forma de L, plantada i cultivada de pruneres i figueres (2024). La plaça de davant del mas és un jardí amb pins, palmeres, llorers, tarongers, llimoners i uns frondosos plataners. La porta d'entrada al mas, de ferro forjat, té a banda i banda uns pinacles amb roses de pedra damunt dels pilars.